# Вовк, Василий Григорьевич
Васи́лий Григо́рьевич Вовк (укр. Васи́ль Григо́рович Вовк; 6 января 1948, Куты, Черкасская область, УССР, СССР — 18 марта 2001, Бучач, Тернопольская область, Украина) — советский и украинский хозяйственный и государственный деятель.

## Биография
Окончил Уманский сельскохозяйственный институт (1975).
В 1975—1983 годах — главный агроном, председатель колхоза «Золотой колос» в селе Предместье Бучачского района. С 1983 года — секретарь, с 1985 года — второй секретарь Бучачкого районного комитета Коммунистической партии Украины. С 1987 — председатель Бучачкого райисполкома, с 1990 — первый секретарь Бучачкого РК КПУ, с 1995 —- председатель Бучачской районной государственной администрации.
С 1997 по апрель 1998 года — начальник управления сельского хозяйства и продовольствия Тернопольской областной государственной администрации. С апреля 1998 по сентябрь 1999 года — председатель Тернопольской областной государственной администрации.
Похоронен на кладбище у церкви святого Михаила (Нагорянка).

## Награды
- Медаль «За трудовое отличие» (1977)